# Kvarns herrgård
Kvarns herrgård (skrevs tidigare Qvarn) är en herrgård vid Kvarnsån i Motala kommun, Östergötland.
Abraham Nyström ritade och uppförde Qvarns Herrgård år 1831. Efter en brand återuppförde sonen August Nyström Qvarn, ca 1860, i ursprungligt skick. 

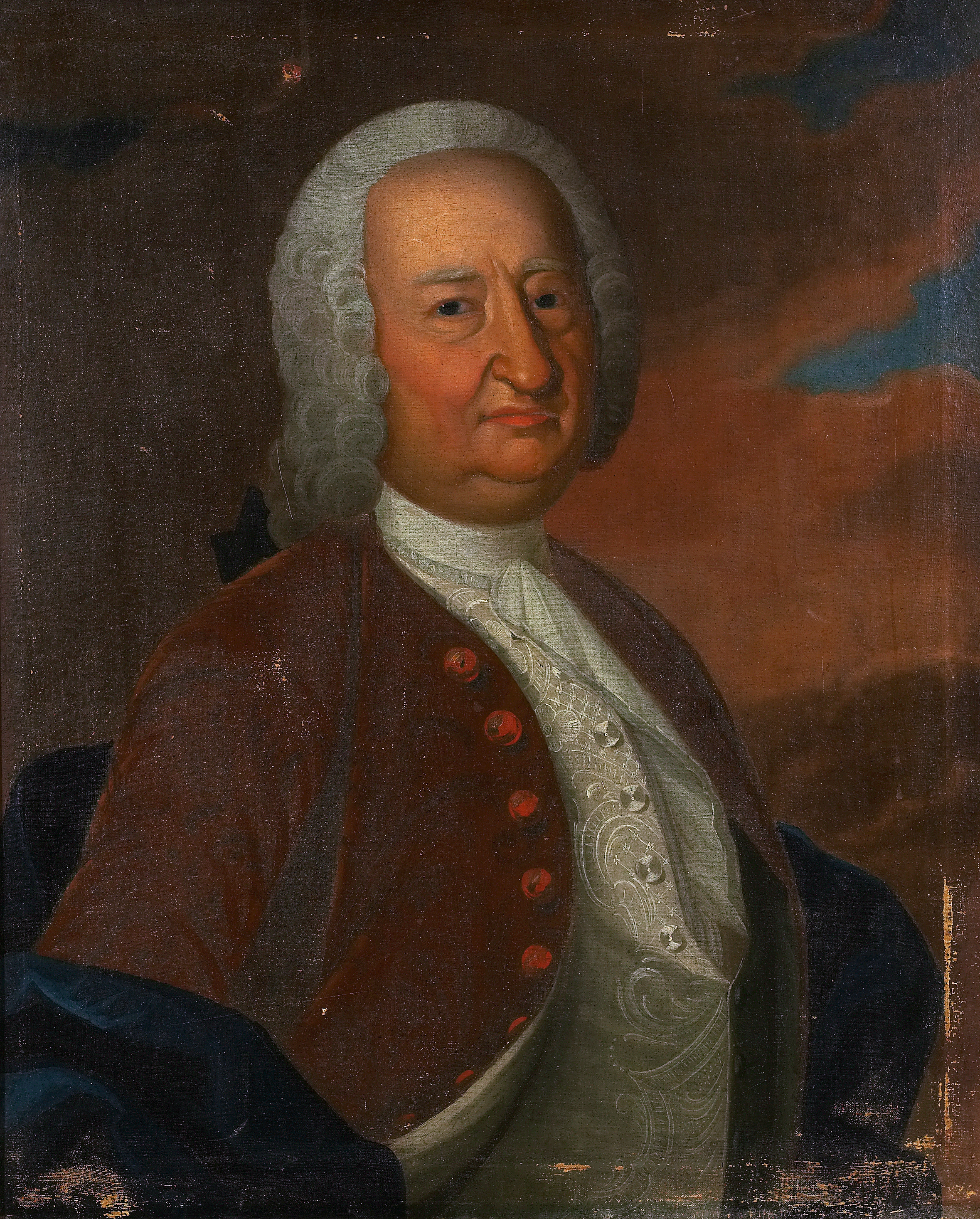
Johan Victorin (1674-1757), här porträtterad av Jöns Pilo, 1755

Herrgården befann sig i släkten Victorins ägo i jämnt 200 år. Brukspatron Johan Victorin köpte år 1705 godset samt tillhörande järnbruk, Kvarns bruk. Den ursprungliga herrgården var byggd av timmer, i typisk äldre svensk stil, med två fristående flyglar, där köket låg i ena flygeln. År 1905 sålde dåvarande ägaren till Qvarn, Johan Karl Victorin, godset till sin svåger, Pehr Orre.
Vid södra alléns början finns det, vid sidan om högra grindstolpen, en högst remarkabel sten, med "QVARN 1793" inhugget. Detta är uppenbarligen en minnessten av något slag, och det finns en sägen om denna.